# Masi-Manimba (territoire)
Le territoire de Masi-Manimba est une entité déconcentrée de la province du Kwilu en république démocratique du Congo.

## Commune
Le territoire compte une commune rurale de moins de 80 000 électeurs.
- Masi-Manimba, (7 conseillers municipaux)

## Secteurs et chefferie
Le territoire de Masi-Manimba est organisé en 10 secteurs.
- Bindungi
- Kibolo
- Kinzenga
- Kinzenzengo
- Kitoy
- Masi-Manimba
- Mokamo
- Mosango
- Pay-Kongila
- Sungu